# Площадь Конфедерации

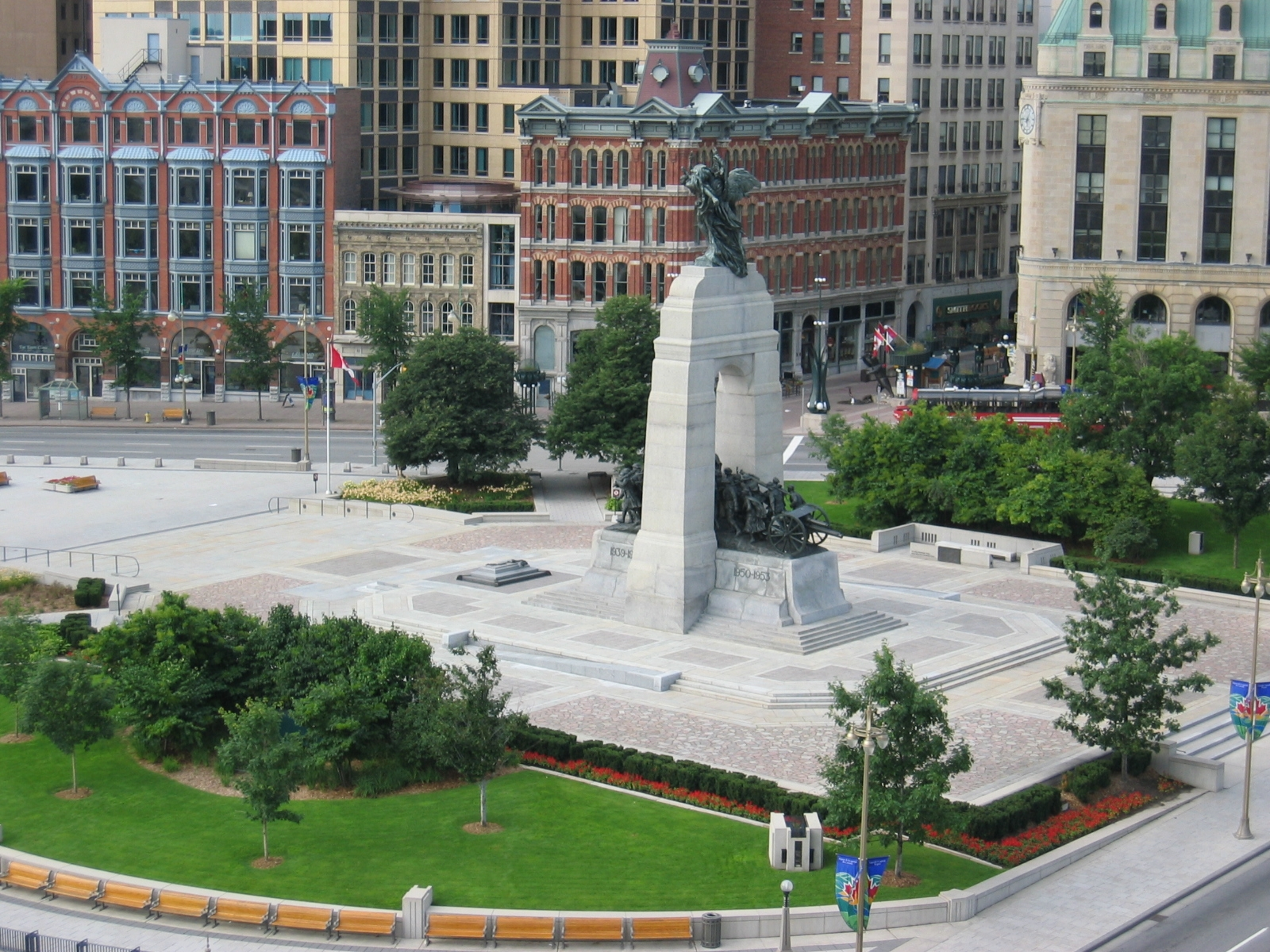
Вид на площадь Конфедерации с северо-востока.

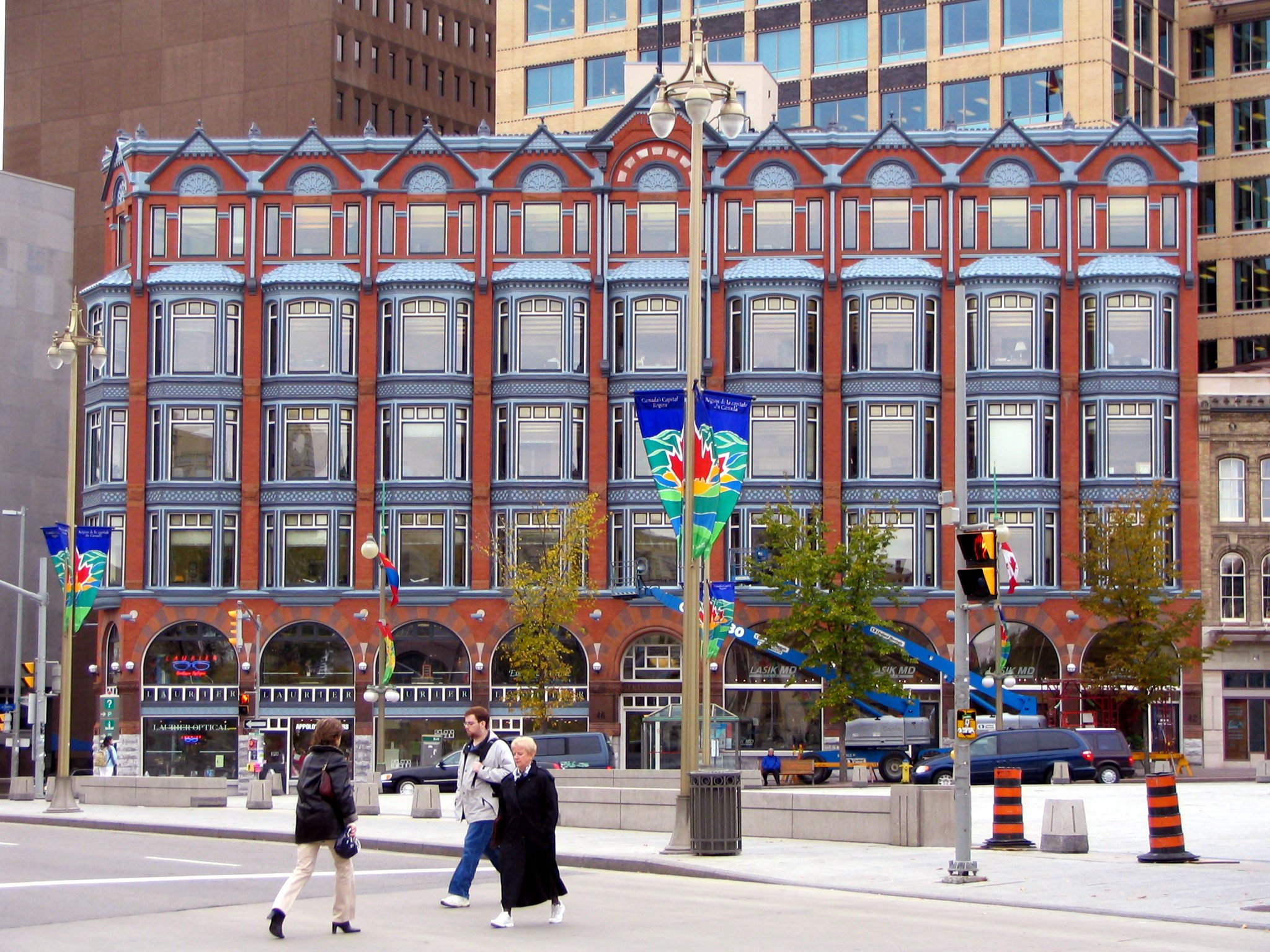
Историческое здание на Элгин-стрит у площади Конфедерации

Площадь Конфедерации, англ. Confederation Square, фр. Place de la Confédération — площадь в центральной части г. Оттава, Онтарио, Канада. Считается вторым по важности церемониальным центром города, после Парламентского холма.
Площадь является треугольной по форме. Её северную границу образует Веллингтон-стрит, а западную и восточную (с углом на юг) — две полосы Элгин-стрит. В центре площади находится Национальный военный мемориал, а на периферии, ближе к мосту — Мемориал доблестных.
Площадь объявлена Национальным историческим памятником Канады в 1984 г., не только из-за того, что она занимает центральное место в ландшафте Оттавы и одновременно является прекрасным примером влияния стиля «City Beautiful», популярного на рубеже 19-20 вв. в Северной Америке, но также окружена многими важнейшими архитектурными памятниками Оттавы, такими, как гранд-отель Шато-Лорье, Правительственный конгресс-центр, Национальный центр искусств, Центральные палаты (Central Chambers), Шотландские палаты Онтарио (Scottish-Ontario Chambers), Центральный почтамт Оттавы, Блок Ланжевена (офис премьер-министра Канады) и Восточный блок Парламента. Часть площади пересекает канал Ридо, который также является Национальным историческим памятником Канады и памятником Всемирного наследия.